# Wierzchowiska Drugie (powiat janowski)
Wierzchowiska Drugie – wieś, wymieniana już od 1418 r. w Polsce, położona w województwie lubelskim, w powiecie janowskim, w gminie Modliborzyce.

## Krótki opis
W latach 1975–1998 miejscowość należała administracyjnie do województwa tarnobrzeskiego. Według Narodowego Spisu Powszechnego (III 2011 r.) liczyła 589 mieszkańców i była czwartą co do wielkości miejscowością gminy Modliborzyce. We wsi swoje źródła ma rzeka Sanna. W miejscowości tej urodził się arcybiskup Stanisław Wielgus. Miejscowość ludność wyznania katolickiego przynależy do parafii Matki Bożej Nieustającej Pomocy w Wierzchowiskach Drugich. We wsi znajduje się pałac z 2 połowy XIX wieku, przy dworku który należał niegdyś do państwa Świdów, park krajobrazowy oraz część zachowanych budynków gospodarczych i mieszkalnych z lat 20. XX wieku.

## Historia
Osadnictwo na terenie wsi obecne już było w okresie plemiennym, a później wczesnopiastowskim. Pierwsza wzmianka w źródłach pojawiła się jednak dopiero w 1418 r. Wierzchowiska początkowo stanowiły własność rodziny Dłutów. W 1457 r. przeszły w ręce Bystramów, a w XVI w. w Osmolińskich. Pod koniec XVI w. wieś przejęli Gorajscy. Około 1560 r. powstał zbór kalwiński, który funkcjonował do połowy XVII w. W 1626 r. wieś była doskonale zagospodarowana, oprócz chłopów mieszkało w niej 12 rzemieślników. Miejscowość poniosła pewne straty podczas wojen połowy XVII w. W tym okresie wieś stała się własnością Nahoreckich. Na początku XVII w. na terenie wsi istniał dwór murowany, zabudowania dworskie, karczma, młyn, pasieka, stawy rybne oraz ogród włoski. Na początku XIX w. zabudowania dworskie spaliły się. W 1808 r. nastąpił ostateczny podział dóbr modliborskich między Dolińskich i Wiercińskich, będących sukcesorami Nahoreckich. Około 1840 r. zakupili je Kochanowscy, później Bogdańscy, a po reformie uwłaszczeniowej Michelisowie. W drugiej połowie XIX w. na terenie wsi funkcjonował browar, młyn, kuźnia i cegielnia. W 1900 r. Wierzchowiska za 4000 rubli kupiła rodzina Świdów. Aby zyskać środki do odbudowy zaniechanych dóbr Gustaw Świada dokonał trzykrotnych parcelacji. W ich wyniku powstało kilka kolonii m.in. Zamłynie i Ożogi. W 1905 r. doszło do strajku służby folwarcznej. Według danych statystycznych z 1921 r. miejscowość liczyła 223 domy i 1551 mieszkańców. Odzyskanie niepodległości zapoczątkowało rozwój wsi. W 1916 r. powstała szkoła powszechna, a w 1922 r. erygowano parafie, przed 1930 r. otwarto agencję pocztową. Mieszkańcy wsi przejawiali duża aktywność na polu społecznym, tworząc straż pożarną, kasę Stefczyka, kółko rolnicze, spółdzielnię „Przyszłość”. Działały między innymi koło gospodyń wiejskich, Koło Młodzieży Wiejskiej – Siew, Koło Młodzieży Polskiej, orkiestra dęta, drużyna strzelecka, Stowarzyszenie Młodzieży Katolickiej. Pomnikiem uczczono poległych za ojczyznę, krzyżem żelaznym J. Piłsudskiego. W latach 1926–1929 Świdowie ponownie dokonali trzykrotnej parcelacji części majątku.
II wojna światowa stanowiła ciężki okres w dziejach wsi. W 1940 r. osadzono tu wysiedleńców z Wielkopolski. W tym samym roku powstał obóz pracy na Kamiennej Górze. W 1942 r. Niemcy przeprowadzili kilkakrotne obławy, dokonując egzekucji, aresztowań i wywózek. W 1940 r. powstała Komenda Obrońców Polski, wcielona później do Armii Krajowej. Wieś spod okupacji hitlerowskiej została wyzwolona w lipcu 1944 r. przez wojska radzieckie. Na mocy dekretu PKWN dokonano parcelacji majątku Świdów.
Po II wojnie światowej powstała niezbędna infrastruktura: sieć elektryczna (1956 r.), utwardzona droga (1964 r.), i komunikacja PKS, nowy budynek szkoły (1967 r.) ośrodek zdrowia (1969 r.). Drewniany kościół z 1922 roku został rozebrany. Obecny kościół jest budowlą ceglaną. Sołtysem w 2007 r. został wybrany Józef Wielgus, a w skład rady sołeckiej weszli Andrzej Rogalski (przewodniczący), Tomasz Grzyb oraz Stefan Wołoszynek.

## Części wsi
- Dąbrowa Kolonia – część wsi powstała w wyniku parcelacji w latach 1912–1913. W 1921 roku dąbrowa liczyła 8 domów i 49 mieszkańców.
- Kamienna Góra – część wsi, powstała również na skutek parcelacji przeprowadzonej w latach 1912–1913. Podczas II wojny światowej (w latach 1940–1941) na jej terenie istniał obóz pracy.
- Osiek – część wsi, która powstała podczas międzywojennej parcelacji. W 1942 r. została spacyfikowana przez Niemców, w wyniku czego spłonęło około 7 gospodarstw i doszło do kilkunastu aresztowań.